# Ana Marija Kraus Karadžić
Ana Marija Kraus Karadžić (Beč 1798. – Beč 1876) je bila ćerka austrijskog trgovca i supruga Vuka Stefanovića Karadžića, reformatora srpskog jezika, kreatora prvog rečnika srpskog jezika, filologa i sakupljača narodnih umotvorina.
Ana je ceo život provela u Beču, a Anina majka Marija je izdavala stan u radničkom predgrađu Beča Vuku Karadžiću gde se preselio 1814. godine. Vuk se odmah zaljubio u Anu koja je tada imala 15, a on 27 godina. Oni su se venčali četiri godine kasnije, 1818. u bečkoj katoličkoj crkvi Svetog Roka, a venčanju je kumovao Jernej Kopitar, kustos Dvorske biblioteke. Vuk je tad pretrpeo napade i prebacivanja svojih sunarodnika što uzima za ženu Austrijanku katoličke vere. Tad je i episkop Lukijan Mušicki pisao Vuku ''Ljubiti možete Švabice, ali u slatki, večni lanac braka vežite se samo Srpkinjom!'' Ana je govorila samo nemački jezik, ali je uz pomoć svog supruga kasnije savladala i srpski jezik. Bila je požrtvovana supruga i majka i svom mužu je pružala veliku podršku. Ana je upoznala Vuka u Beču sa kojim je imala trinaestoro dece, od kojih je samo dvoje dočekalo zrele godine.
Život su proveli u nemaštini, a Ana se sama starala o deci dok je Vuk stalno bio odsutan dok je prikupljao materijal za svoja dela. Situacija se finansijski malo popravila tek 1826. godine kad je ruski car Nikola obezbedio Vuku godišnju penziju od 100 dukata.
Nije želela da dođe u Kneževinu Srbiju i da živi pod uticajem Turskog carstva, pa su se privremeno preselili u Zemun 1829. godine koji je bio pod austrougarskom vlašću. Trebalo je da se presele u Beograd, ali ona to nije htela. U jednom od Aninih pisama koja je poslala Vuku 1830. godine izražava njeno mišljenje o selidbi u Beograd:
„Gajio si uvek preveliku ljubav prema svojoj otadžbini. I ja volim tvoju otadžbinu, jer volim tebe. Ali možeš i sam uvideti da ja u tvojoj otadžbini ne mogu da živim, naročito pod današnjim okolnostima, među ljudima koji govore drugim jezikom, imaju druge navike, običaje i veru…Moje se srce neće smiriti dok mi ne obećaš da me nećeš voditi u Tursku, čak i kad bi me tamo i knjeginjom načinio. Više volim da budem ovde, makar i među poslednjim ženama.“
Tokom boravka u Zemunu deca su savladala osnove srpskog jezika.
Ana je u Beogradu bila 1858. godine, u svojim poznim godinama, prilikom venčanja kćerke Mine i Alekse Vukomanovića, mladog profesora Liceja. Tada je sa Vukom otputovala u Tršić do njegove  rodne kuće i poklonila se na mestu porodičnog ognjišta. U Beograd se preselila krajem 1859. godine. Sledeću godinu provela je pored ćerke Mine, koja je tad već bila udovica i gajila je malog sina Janka. Živeli su blizu dvora, u susedstvu slikara Uroša Kneževića i Tomanije Obrenović.
Vuk Karadžić je umro 1864. godine ostavivši porodici dugovanja iz Jermenske štamparije u Beču u kojoj je Vuk štampao knjige, a Ana je imala i problema sa produžavanjem srpske penzije. Vuk je testamentom ostavio imanje Lagator pored Loznice, koje će kasnije zbog kockarskih dugova prodati sin Dimitrije.
Ana Marija je podnosila nemaštinu, iako je bila iz bogate kuće. Bila je velika podrška svom suprugu, kog je, na svoj način iako nedovoljno obrazovana pratila u njegovim intelektualnim podvizima. Ana je 1868. godine doživela moždani udar i do smrti u Beču 1876. godine negovala ju je ćerka Mina. Sahranjena je u porodičnoj grobnici na Centralnom groblju u Beču.
Najveći broj sačuvanih pisama koje su razmenjivali Vuk i Ana se čuva u Arhivu SANU.